# قسم سياه منصور الريفي (مقاطعة بيجار)
قسم سیاه منصور الريفي (بالفارسية: دهستان سیاه منصور) هي منطقة سكنية تقع في إيران في قسم. يقدر عدد سكانها بـ 3,691 نسمة .